# Бароденталгия
Бароденталгия (др.-греч. βάρος «тяжесть», -лат. dens «зуб», -греч. algos «боль») — синдром, возникающий в условиях изменённого (повышенного или пониженного) давления окружающей среды, характеризующийся приступами острой или ноющей зубной боли, болевыми ощущениями в области зубных рядов, альвеолярных дуг и челюстей.

## Историческая справка
В трудах некоторых зарубежных учёных, исследовавших данную проблематику, приводятся, в основном, лишь результаты анкетирования респондентов из числа летчиков и водолазов, не отражающие причинно-следственные закономерности и особенности патогенеза бароденталгии.
Gunepin M. и Derache F. (2016) описали в своей работе случаи бароденталгии среди военных водолазов. В ходе исследования водолазному составу французских вооруженных сил было предложено ответить на структурированный опросник, включающий вопросы, касающиеся здоровья их полости рта, особенностей водолазных спусков и карьеры в целом, а также бароденталгии во время водолазного спуска. Из 1317 человек у 96 (7,3 %) возникал как минимум 1 эпизод бароденталгии во время погружения под воду, всего зарегистрировано
119 случаев бароденталгии. Бароденталгия часто встречалась в верхнем (62,2 %), чем в нижнем зубном ряду (37,8 %) и чаще появлялась при спуске (77,3 %), чем при всплытии (22,7 %).
Nakdimon I. и Zadik Y. (2019) провели исследование, целью которого явилось изучение частоты бароденталгии среди летного состава и водолазов. В результатах были приведены следующие данные: из 4894 человек у 402 (8,2 %) возникала бароденталгия. Водолазы 39 (9,8 %) были более уязвимы, чем члены летных экипажей 23 (5,8 %). Частота возникновения бароденталгии составила 5,4 % у военных и 6,5 % у гражданских членов летных экипажей соответственно; и 7,3 % у военных водолазов и 12,8 % у гражданских аквалангистов соответственно. Бароденталгия чаще встречалась среди экипажей герметичных самолётов 7,3 %, чем негерметичных 3,2 %.
Первые попытки описания патогенеза бароденталгии в отечественной литературе связаны с именем главного военного стоматолога РККА, основоположника военной стоматологии — Энтиным Д. А. и датируются 1938 годом. Проведя ряд исследований, Энтин предположил, что приступ острой зубной боли при подъёме на высоту может возникать на почве ишемии и бесследно проходить после нормализации атмосферного давления.
Основы этиологии бароденталгии впервые выявил Гейкин М. К. (1947). В своём он исследовании продолжил работу Энтина Д. А. и выявил основную и наиболее частую причину бароденталгии у летчиков — сужение сосудов при гипоксемии. Зависимость между возникновением сосудистого спазма и последующим развитием зубной боли подтвердилась исследованиями сотрудников ФГУ «Центральный научно-исследовательский институт стоматологии и челюстно-лицевой хирургии Росмедтехнологий». Согласно их данным, микроциркуляция у зубов с глубоким кариесом значительно выше, чем у интактных. Это объяснялось снижением эластичности сосудистой стенки и уменьшением просвета мелких сосудов пульпы зуба под влиянием нейрогенных и миогенных механизмов.
В исследованиях Иорданишвили А. К. и Ковалевского А. М. (1998) было показано, что при длительном пребывании в условиях повышенного атмосферного давления у некоторых людей возникает бароденталгия, причем в 90,5 % случаев после проведенного стоматологического лечения, и в 9,5 % случаев — самопроизвольно, на фоне полного благополучия. Также установлено, что одна из основных причин бароденталгии среди 90,5 % случаев — попытка врача-стоматолога сохранить жизнеспособность пульпы зуба при такой глубине кариозной полости, когда на её дне остается очень тонкий слой декальцинированного дентина.
Механическое воздействие расширяющегося при декомпрессии воздуха на СНП пульпы описал в своей работе Благинин А. А. (2017). Он определил, что зубная боль, возникающая в условиях изменённого давления окружающей среды связана с перепадом давления в полостях плохо запломбированных зубов, когда под пломбой имеется полость, заполненная воздухом.

## Бароденталгия у водолазов
Глубоководный водолазный спуск — многочасовой трудовой процесс, в котором успешная коллективная деятельность играет ключевую роль. Наибольшая роль отводится рабочему водолазу, так как он непосредственно выполняет поставленную задачу, однако острое патологическое состояние может создать нештатную ситуацию и привести к временному прекращению трудового процесса всего коллектива.
Существует ряд профессиональных заболеваний водолазов, которые нельзя заблаговременно выявить и устранить: декомпрессионная болезнь, баротравма уха, барогипертензионный синдром, переохлаждение, бароденталгия и другие, многие из которых может устранить водолазный врач (врач-спецфизиолог) на месте водолазного спуска. Несмотря на то, что бароденталгия возникает под повышенным давлением, её считают стоматологическим заболеванием, которое не может вылечить врач-спецфизиолог. Зачастую её лечение вызывает трудности у врача-стоматолога из-за отсутствия понимания патогенеза этого заболевания. Это обстоятельство, в свою очередь, свидетельствует об актуальности исследования патогенеза и профилактики бароденталгии у водолазов.
Наиболее распространенной причиной бароденталгии считается некачественное стоматологическое лечение. В таком случае бароденталгия может возникать вследствие баротравмы на фоне некачественно проведенной реставрации зубов, где между твердыми тканями и пломбировочным материалом образуется полость, способная расширяться при декомпрессии и сдавливать нервные окончания в пульпе.
В исследованиях Потоцкой А. В., Кривоноса А. С., Поликарпочкина А. Н., Кленкова И. Р. и др. (2023 г.) было показано, что в условиях значительного перепада давления окружающей среды у водолазов может развиться гипоксия тканей кариозных зубов вследствие выраженного спазма мелких сосудов пульпы, что может явиться причиной возникновения бароденталгии.
Однако, основываясь на данных как отечественной, так и зарубежной литературы, можно предположить о существовании принципиально иного механизма возникновения бароденталгии, основанного на дистрофических изменениях в пульпе пломбированных зубов. Выявление данного механизма позволит разработать и внедрить конкретные профилактические средства, которые могут существенно снизить потенциальный риск возникновения бароденталгии у водолазов.

## Список литературы
- Кривонос, А. С. Исторические аспекты развития учения о бароденталгии / А. С. Кривонос, А. В. Потоцкая // Итоговая конференция военно-научного общества курсантов, студентов и слушателей Военно-медицинской академии имени С. М. Кирова : Материалы итоговой конференции, Санкт-Петербург, 19 апреля 2023 года. — Санкт-Петербург: Военно-медицинская академия имени С. М. Кирова, 2023. — С. 292—295. — EDN PBDHAQ., https://www.elibrary.ru/item.asp?id=50511131
- Влияние повышенного давления газовой среды на микроциркуляцию зубов / А. В. Потоцкая, А. С. Кривонос, А. Н. Поликарпочкин [и др.] // Врач. — 2023. — Т. 34, № 3. — С. 66-69. — DOI 10.29296/25877305-2023-03-14. — EDN IAHAED., https://www.elibrary.ru/item.asp?id=50466898
- Железняк, В. А. Актуальные вопросы профилактики бароденталгии / В. А. Железняк, А. В. Потоцкая, А. С. Кривонос // Актуальные вопросы челюстно-лицевой хирургии и стоматологии : материалы Всероссийской научно-практической конференции, посвященной 100-летию со дня рождения профессора В. А. Малышева, Санкт-Петербург, 23-24 ноября 2022 года / Военно-медицинская академия имени С. М. Кирова. — Санкт-Петербург: Военно-медицинская академия имени С. М. Кирова, 2022. — С. 87-90. — EDN UVJSLD., https://www.elibrary.ru/item.asp?id=49875749
- Потоцкая, А. В. Проблемы профилактики бароденталгии у водолазов и пути их решения / А. В. Потоцкая, И. Р. Кленков, А. С. Кривонос // Актуальные вопросы медицинского обеспечения военнослужащих в условиях Крайнего Севера : Материалы XIII научно-практической конференции, посвященной 70-летию со дня образования госпиталя Беломорской военно-морской базы Северного флота, Северодвинск, 18 ноября 2023 года. — Северодвинск, 2023. — С. 43-46. — EDN JJHGTQ., https://www.elibrary.ru/item.asp?id=50363329